# Raymond van Driel
Raymond van Driel (Rotterdam, 28 juli 1983) is een Nederlands voormalig profvoetballer die als doelman voor AGOVV Apeldoorn, SBV Vitesse en VVV-Venlo uitkwam.

## Clubcarrière
Van Driel begon zijn carrière in 2004 bij AGOVV Apeldoorn. Hij maakte zijn debuut in het betaald voetbal op 17 september 2004 in de wedstrijd AGOVV Apeldoorn-Excelsior (3-2). Door een kruisbandblessure kwam hij echter weinig aan spelen toe, en in 2006 keerde hij weer terug bij SBV Vitesse. Hij was derde keeper achter Piet Velthuizen en Vladimir Stojković, maar kwam er niet in actie. In juni 2007 tekende hij een contract bij VVV-Venlo als derde doelman, achter Kevin Begois en Danny Wintjens. Hij maakte zijn debuut bij VVV-Venlo op zondag 6 april 2008 thuis tegen AZ (2-3). Vanaf het seizoen 2008-2009 maakte Van Driel de overstap naar de amateurs, waar hij achtereenvolgens uitkwam voor VV Arnhemia, RKHVV (2009/10), SV AWC (2010/11) en SV Leones (2013/14). Vanaf het seizoen 2014-2015 speelde hij voor zaterdag-hoofdklasser SV DFS. Van medio 2016 tot medio 2019 speelde hij voor MASV.

## Profstatistieken
| Seizoen         | Club            | Competitie      | Competitie | Competitie | Beker | Beker | Overige | Overige | Totaal | Totaal |
| Seizoen         | Club            | Competitie      | Wed.       | Dlp.       | Wed.  | Dlp.  | Wed.    | Dlp.    | Wed.   | Dlp.   |
| --------------- | --------------- | --------------- | ---------- | ---------- | ----- | ----- | ------- | ------- | ------ | ------ |
| 2004/05         | AGOVV Apeldoorn | Eerste divisie  | 3          | 0          | 1     | 0     | —       | —       | 4      | 0      |
| 2005/06         | AGOVV Apeldoorn | Eerste divisie  | 0          | 0          | 0     | 0     | —       | —       | 0      | 0      |
| 2006/07         | Vitesse         | Eredivisie      | 0          | 0          | 0     | 0     | 0       | 0       | 0      | 0      |
| 2007/08         | VVV-Venlo       | Eredivisie      | 1          | 0          | 0     | 0     | 0       | 0       | 1      | 0      |
| Carrière totaal | Carrière totaal | Carrière totaal | 4          | 0          | 1     | 0     | 0       | 0       | 5      | 0      |